# Apsarasas Kangri
L'Apsarasas Kangri és una muntanya que forma part de la Siachen Muztagh, una secció de la gran serralada del Karakoram. El cim s'eleva fins als 7.245 msnm, cosa que el converteix en la segona muntanya més alta de la serralada, rere el Teram Kangri (7.462 m), la 18a de l'Índia i la 96a més alta del món. Té una prominència de 625 metres. La muntanya consta de fins a set cims secundaris amb una elevació superior als 7.000 metres que s'estenen en una cresta de vuit quilòmetres de llargada. El cim es troba a la frontera entre la Xina, a la regió del Xinjiang, i la disputada regió de la glacera de Siachen, controlada per l'Índia com a part del Ladakh.
La primera ascensió es va fer el 7 d'agost de 1976 pels japonesos Yoshio Inagaki, Katsuhisa Yabuta i Takamasa Miyomoto, membres del Club de Muntanyisme de la Universitat d'Osaka.